# Orawa (gmina)
Gmina Orawa – dawna gmina wiejska funkcjonująca w latach 1941–1944 pod okupacją niemiecką w Polsce. Siedzibą gminy była Orawa.
Gmina Orawa została utworzona przez władze hitlerowskie z terenów okupowanych przez ZSRR w latach 1939–1941, stanowiących przed wojną (zniesione) gminy Koziowa i Tucholka w powiecie stryjskim w woj. stanisławowskim.
Gmina weszła w skład powiatu stryjskiego (Kreishauptmannschaft Stryj), należącego do dystryktu Galicja w Generalnym Gubernatorstwie. W skład gminy wchodziły miejscowości: Annaberg, Felizienthal, Karlsdorf, Klimiec, Korostów, Koziowa, Orawa, Orawczyk, Pławie, Pohar, Ryków, Smorze, Tucholka i Tysowiec.
Po wojnie obszar gminy włączono do ZSRR.